# 1984 en Nouvelle-Calédonie
- 1960
- 1970
- années 1980
  - 1980
  - 1981
  - 1982
  - 1983
  - 1984
  - 1985
  - 1986
  - 1987
  - 1988
  - 1989
- 1990
- 2000
- 2010
- 2020

Cet article présente les faits marquants de l'année 1984 en Nouvelle-Calédonie.

## Événements
- 31 juillet : le projet de nouveau statut pour la Nouvelle-Calédonie, préparé par le secrétaire d'État à l'Outre-mer Georges Lemoine, est adopté par l'Assemblée nationale.
- 6 septembre : entrée en vigueur « Statut Lemoine » qui renforce fortement l'autonomie du Territoire et prévoit la tenue d'un référendum sur l'avenir institutionnel de l'archipel (indépendance ou non) dans les 5 ans. Les institutions précédentes, Gouvernement local et Assemblée territoriale, sont maintenus à ceci près que leurs prérogatives sont augmentées, l'exécutif appartenant au gouvernement et non plus au Haut-commissaire. Il est créé aussi 6 circonscriptions sur la base des aires coutumières, avec chacune une Assemblée de pays consultative composée de 24 représentants de la coutume et de 24 représentants des communes. Décrié par les deux camps, les loyalistes le jugeant comme l'antichambre de l'indépendance, les indépendantistes lui reprochant de ne pas restreindre le corps électoral pour les scrutins locaux afin d'en exclure les Métropolitains récemment installés sur le Territoire.
- 22-24 septembre : le Front indépendantiste se transforme en Front de libération nationale kanak et socialiste (FLNKS), toujours mené par Jean-Marie Tjibaou qui rejette le statut Lemoine, veut un référendum où seuls les Kanaks auront le droit de vote et appelle au boycott des élections et des institutions.
- 18 novembre : élections marquées par des violences et des barricades montées par des militants FLNKS. Le symbole du boycott des élections et de l'action indépendantiste est alors incarné par Éloi Machoro, secrétaire général de l'Union calédonienne, qui brise une urne à coup de tamiok (hache de guerre traditionnelle kanak) à Canala. Le RPCR anti-indépendantiste de Jacques Lafleur remporte les élections avec plus de 70 % des suffrages exprimés, mais la participation ne passe pas la barre des 50 % des inscrits.
- 20 novembre : début du « siège de Thio » par les indépendantistes emmenés par Éloi Machoro : les propriétaires Caldoches sont désarmés et la gendarmerie occupée. Des heurts entre forces de l'ordre et indépendantistes ont aussi lieu à Ponérihouen et Ouvéa.
- 23 novembre : Dick Ukeiwé (RPCR) devient président du gouvernement local.
- 30 novembre : échange de coups de feu à Ouégoa, faisant officiellement deux morts et officieusement huit.
- 1er décembre : nomination d'Edgard Pisani comme nouveau Haut-commissaire de la République. Le même jour, un « gouvernement provisoire de Kanaky », contre-gouvernement indépendantiste, est constitué avec à sa tête Jean-Marie Tjibaou et Éloi Machoro comme ministre de la Sécurité, et une première levée du « drapeau Kanaky » a lieu à la tribu de La Conception, au Mont-Dore, dans la banlieue de Nouméa.
- 2 décembre : mort d'un éleveur Caldoche lors d'un affrontement sur un barrage.
- 4 décembre : arrivée sur le Territoire du nouveau Haut-commissaire de la République, Edgard Pisani. Début de l'évacuation par hélicoptères des familles Caldoches des zones contrôlées par le FLNKS : ceux restés sur place annoncent qu'il se défendront par leurs propres moyens.
- 5 décembre : dix militants indépendantistes, dont deux frères du leader du FLNKS Jean-Marie Tjibaou, sont tués dans une embuscade montés par des anti-indépendantistes près de la tribu de Tiendanite à Hienghène en représailles aux incendies et aux pillages répétés de maisons de Caldoches par les militants du FLNKS dans les environs. Malgré ce drame, le FLNKS et Jean-Marie Tjibaou confirment leur mot d'ordre de lever les barrages.
- 27 décembre : Jacques Lafleur, leader du RPCR anti-indépendantiste, déclare la Nouvelle-Calédonie en état de « légitime défense ».